# Cordelia (città)
La mitica città di Cordelia o Cordela (in francese, Cordèle) era la città su cui, secondo la leggenda, i Romani fondarono Aosta (Augusta Prætoria Salassorum).

## Etimologia del nome
Il toponimo deriva dal suo fondatore, Cordelio, ipotetico capostipite dei Salassi.

## Posizione
La città poteva trovarsi, secondo Jean-Baptiste de Tillier, dove ora sorge l'area megalitica di Saint-Martin-de-Corléans, nell'omonimo quartiere di Aosta.
Non ci sono prove archeologiche che risalgano alla data della sua costruzione (1158 a.C.); il sito archeologico è antecedente alla costruzione della mitica città.